# Glattnasen-Freischwänze
Die Glattnasen-Freischwänze (Emballonuridae), auch Sackflügelfledermäuse genannt, sind eine Fledermausfamilie. Mit den Glattnasen (Vespertilionidae) sind sie nicht näher verwandt.

## Verbreitung
Glattnasen-Freischwänze sind in tropischen Regionen weltweit verbreitet, sie kommen in Mittel- und Südamerika, Afrika, den südlichen Regionen Asiens sowie in Neuguinea, Australien und einigen Inseln im westlichen Pazifik vor. Sie leben in Regenwäldern, in offenem Waldland, Savannen und ariden Zonen.

## Beschreibung
Glattnasen-Freischwänze sind kleine bis sehr große Fledermäuse, in den meisten Fällen aber eher klein. Die Kopfrumpflänge variiert von 4 cm bis 15 cm und das Gewicht von 3 g bis 100 g. Bis auf die weiß gefärbten Amerikanischen Gespenstfledermäuse (Diclidurus) sind sie graubraun oder schwarz gefärbt. Ihr Körper ist relativ langgestreckt, der Kopf von oben gesehen dreieckig, mit einer zugespitzten Schnauze. Die weit auseinanderstehenden, meist dreieckigen Ohren sind klein bis mittelgroß, die Augen klein aber gut sichtbar. Beim Schlafen werden die Ohren nach hinten an Kopf und Nacken angelegt. Die Nasenlöcher stehen eng zusammen. Ein Geschlechtsdimorphismus besteht normalerweise nicht. Das Fell ist glatt und geschmeidig und erstreckt sich normalerweise nicht bis auf die langen, schmalen Flügel. Bei einigen Arten ist der Hinterkörper nackt. Die Zwischenkieferknochen sind beweglich und nicht fest mit den Maxillaria verbunden.
Der Name Glattnasen-Freischwänze deutet zwei Merkmale dieses dieser Fledermausfamilie an: Zum einen ist dies eine glatte, einfach gebaute Nase ohne Nasenblatt. Zum anderen ist dies ein freier Schwanz. Dieser ist nicht völlig vom Uropatagium (der Flugmembran zwischen den Hinterbeinen) umfasst, sondern nur an seiner Unterseite locker damit verbunden, wobei die Schwanzspitze stets nach oben herausragt. Der Name Sackflügelfledermäuse stammt von den bei vielen Arten, vor allem bei den Männchen, vorhandenen sackartigen Einstülpungen an der Oberseite des Propatagiums (Halsflughaut), welche ein rotes, streng riechendes Sekret absondern. Diese können auch zu einer nackten Hautregion reduziert sein oder bei Weibchen einiger Arten, völlig fehlen. Die Taschen werden bei der Gattung Saccopteryx regelmäßig ausgeleckt und aktiv mit Urin, Speichel und Genitalsekreten befüllt; der daraus entstehende Duftcocktail spielt zusammen mit Gesangsflügen der Männchen eine wichtige Rolle bei der Balz.

## Lebensweise
Glattnasen-Freischwänze leben meist in Gruppen zusammen, die in Höhlen, Felsspalten, Häusern und Baumhöhlen schlafen und oft auch gemeinsam auf Nahrungssuche gehen. Ihre Nahrung besteht in erster Linie aus fliegenden Insekten, die sie wie alle Fledermäuse mittels Echolokation aufspüren. Im Suchflug stoßen die Glattnasen-Freischwänze kurze Laute aus, die neben einem flachmodulierten Element über ein oder mehrere frequenzmodulierte Komponenten verfügen. Manchmal nehmen sie auch Früchte zu sich.

## Systematik
Die Glattnasen-Freischwänze bilden zusammen mit den Schlitznasen (Nycteridae) die Überfamilie Emballonuroidea innerhalb der Fledertiere. Sie rund 51 Arten in 13 Gattungen, die in zwei Unterfamilien unterteilt werden. Die Unterfamilie Emballonurinae wird zusätzlich in zwei Tribus untergliedert.
Glattnasen-Freischwänze
- Unterfamilie Taphozoinae Jerdon, 1867
  - Taschenfledermäuse (Saccolaimus Temminck, 1838)
  - Grabfledermäuse (Taphozous E. Geoffroy, 1818)
- Unterfamilie Emballonurinae Gervais, 1855
  - Tribus Diclidurini Gray, 1866 – dieses Taxon umfasst die in Amerika lebenden Gattungen
    - Balantiopteryx Peters, 1867
    - Centronycteris Gray, 1838
    - Cormura Peters, 1867
      - Cormura brevirostris (Wagner, 1843)

    - Cyttarops Thomas, 1913
      - Rauchgraue Kurzohrfledermaus (Cyttarops alecto Thomas, 1913)

    - Amerikanische Gespenstfledermäuse (Diclidurus Wied-Neuwied, 1819)
    - Peropteryx Peters, 1867
    - Nasenfledermaus (Rhynchonycteris Peters, 1867)
    - Sackflügelfledermäuse (Saccopteryx Illiger, 1811)

  - Tribus Emballonurini Gervais, 1855
    - Schiebeschwanz-Fledermäuse (Coleura Peters, 1867)
    - Emballonura Temminck, 1838
    - Mosia Gray, 1843
      - Dunkle Freischwanzfledermaus (Mosia nigrescens Gray, 1843)

    - Paremballonura Goodman, Puechmaille, Friedli-Weyeneth, Gerlach, Ruedi, Schoeman, Stanley, Teeling, 2012